# CARNet

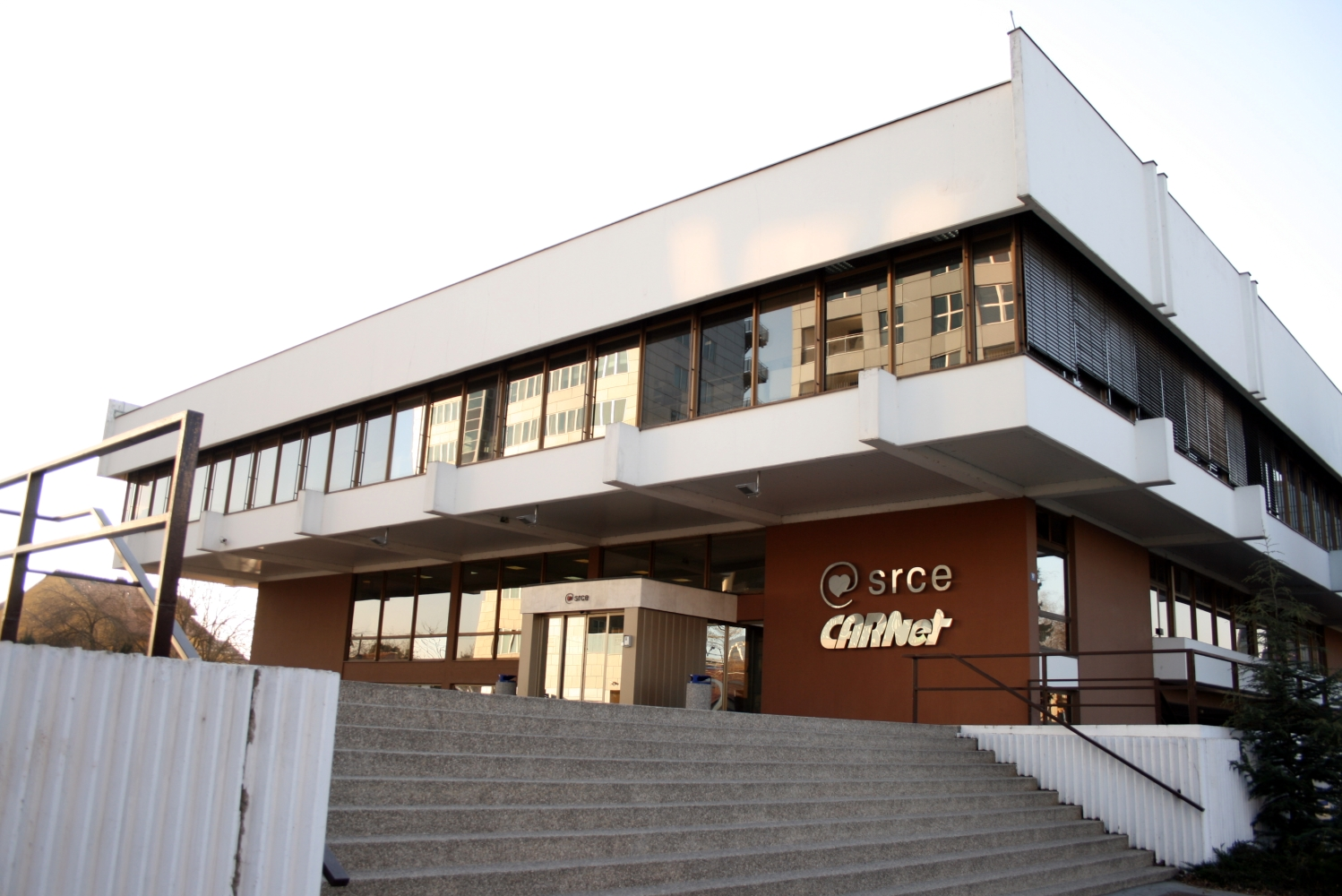
Kwatera główna CARNet w Zagrzebiu

Chorwacka Sieć Akademicka i Badawcza CARNet (chorw. Hrvatska akademska i istraživačka mreža, CARNet) – chorwacka akademia oraz instytucja zajmująca się rozwojem sieci internetowej w Chorwacji.
Została założona w 1991 roku przez Ministerstwo Nauki i Technologii, lecz działać zaczęła dopiero w roku 1995, kiedy Rząd Chorwacji wyraził zgodę na jej działalność.
Zadaniem instytucji jest budowanie chorwackich zasobów sieciowych i stworzenie idealnego zaplecza sieciowego w języku chorwackim.
Siedziba instytutu znajduje się w stolicy Chorwacji – Zagrzebiu.